# Bay Area thrash metal
El término Bay Area thrash metal o Bay Area thrash se refiere a un grupo de bandas de San Francisco, California, que se formaron durante los años ochenta y ganaron estatus internacional. Junto a la de Tampa, Florida, esta escena fue ampliamente atribuida como un punto de inicio para el thrash metal y death metal estadounidense.

## Historia
Aunque Metallica se formó inicialmente en Los Ángeles, no fue hasta que se movieron a San Francisco en 1983, que Cliff Burton y Kirk Hammett entraron al grupo como bajista y guitarrista líder respectivamente, haciendo la primera formación exitosa.
La amistad de Burton y Hammett con otras bandas locales, notablemente con Exodus, Testament y Death Angel (entre otros) vitalizó fuertemente la escena, llevándolos a intensas giras y grabaciones de cintas demo que cruzarían fronteras y mares, y eventualmente firmas con disqueras.
Possessed traería un nuevo sonido al género, en su disco de 1985 Seven Churches, que sería considerado el primer disco en ser un cruce entre thrash y death metal, por sus voces guturales y sus letras sobre horror y lo oculto. El disco Reign in Blood de Slayer y el Scream Bloody Gore de Death, también deben considerarse como una gran influencia para el thrash y el death metal.

## Características musicales
La Bay Area poseía mucha influencia de la nueva ola del heavy metal británico, evidenciado en su potente estilo vocal y en el sonido melódico de las guitarras. Las primeras bandas en la escena, como Exodus, Metallica y Lääz Rockit son quizás el mejor ejemplo de la fusión entre la NWOBHM y el punk. Álbumes que demuestran esta era de la Bay Area thrash son Kill 'Em All de Metallica y Bonded by Blood de Exodus.
A mediados de los ochenta el sonido cambia considerablemente. El virtuosismo musical (particularmente en la guitarra) se convierte en una característica definitoria de la escena. La segunda ola de bandas en la escena, dirigidas por Testament, Death Angel, Forbidden y Heathen, tocaban un estilo de thrash considerablemente diferente al de sus predecesores. Esta nueva marca de thrash presentaba canciones más largas, armoniosas y rítmicamente complejas, generalmente con un estilo neo-clásico en las guitarras. Las canciones tomaron aún más influencia de la NWOBHM en las voces y melodía. Una influencia del rock progresivo se hizo aparente por primera vez en el género. Este sonido, mostrado en álbumes como The Legacy de Testament y The Ultra-Violence de Death Angel, ambos lanzados en 1987, es lo que se asocia como el sonido clásico de la "Bay Area".
Para este entonces la escena de la Bay Area comenzó a diversificarse. La mayoría de las bandas se expandieron a un estilo más técnico y progresivo. Metallica abordó este estilo con su altamente exitoso ...And Justice For All. Bandas como Forbidden, Heathen y Defiance expandieron su técnica, siendo agrupados en el subgénero conocido como thrash metal progresivo junto a bandas como Watchtower y Coroner. Blind Illusion emergió en 1988 con su debut The Sane Asylum, con una obvia influencia de rock progresivo clásico, expandiendo este movimiento de la Bay Area aún más allá, como hizo Sadus con su material futuro.
Otras bandas tomaron una diferente dirección. La banda de crossover thrash formada en Texas, D.R.I., se mudaron a la Bay Area, y otra banda de crossover thrash, Attitude Adjustment, se formó en la Bay Area. En 1985 Possessed había sido pionero del death metal en la Bay Area con su sonido más brutal y atmosférico. Incluso Chuck Schuldiner mudó a su banda Death un tiempo a la Bay Area, reclutando al antiguo baterista de D.R.I., Eric Betch en el proceso.

## Renacimiento
En agosto de 2001, en una pequeña "reunión" de las bandas de la Bay Area, organizaron el concierto Thrash of the Titans, en ayuda al vocalista de Testament Chuck Billy, que fue diagnosticado de cáncer, así como al vocalista/guitarrista de Death Chuck Schuldiner, que tenía un tumor en el cerebro. La alineación clásica de Vio-Lence (excepto Robb Flyn), Death Angel, Heathen, Forbidden (bajo su nombre original, Forbidden Evil), Anthrax, Sadus, Stormtroopers of Death y Exodus se juntaron para este concierto. Schuldiner no ganaría su batalla contra el cáncer 4 meses después, y el vocalista de Exodus Paul Baloff moriría de un ataque al año siguiente. Sin embargo el vocalista de Testament Chuck Billy sobreviviría al cáncer. El 9 de julio de 2005 una "secuela" del concierto, Thrash Against cancer tomaría lugar, presentaba a Testament, Lääz Rockit y a Hirax con el guitarrista de Death Angel: Ted Aguilar.

## Notables presentaciones

### The Fillmore, San Francisco
Testament, 1995

### Kabuki Theatre, San Francisco
Metallica, 03/15/1985
Megadeth, 05/31/1985

### The Keystone, Berkeley
Megadeth y Toothbirth, 04/15/1984

### Ruthie's Inn, Berkeley
En adición de dar a la luz a varios grupos de punk, el club era un lugar de presentación para Metallica, Megadeth, Exodus, Possessed y Death Angel. El club eventualmente se convirtió en un restaurante, Rountree's en 2002. El 31 de diciembre de 2006, el fundador original, Wes Robinson, murió a la edad de 77 años.

### The Stone, San Francisco
Se le atribuye la primera aparición de Cliff Burton con Metallica, y presentaría a varias bandas de la Bay Area, como Megadeth.

### The Warfield, San Francisco
Fue la locación exclusiva del vídeo de War at Warfield de Slayer en 2003.

## Bandas notables
- Attitude Adjustment
- Blind Illusion
- Death Angel
- Defiance
- Deliverance
- Epidemic
- Exodus
- Forbidden
- Heathen
- Lääz Rockit
- Megadeth
- Metallica
- Possessed
- Sadus
- Slayer
- Testament
- Ulysses Siren
- Vengeance Rising
- Vio-lence

- Datos: Q2537356